# Mitrofani
Mitrofani è un comune della Romania di 1 246 abitanti, ubicato nel distretto di Vâlcea, nella regione storica dell'Oltenia. 
Mitrofani è divenuto comune autonomo nel 2004, staccandosi dal comune di Sutești.